# 360度歯ブラシ
360度歯ブラシ（360どはブラシ）とは放射状に伸びるブラシを持つ歯ブラシをいう。ねじりブラシ型、回転型、円筒形などのタイプがある。溶着技術によるブラシを利用したものは、高密度で毛の量も多い。

## 歴史
歯ブラシが誕生した後、ブラシ形状は様々なタイプが考案されていた。360度歯ブラシもその一つで、特許出願文献を調べるとその歴史が古いものであったことがわかる。実際に商品化されたのはジーシーが1993年に発売したフリーアングル歯ブラシというねじりブラシが初めてであったが、歯間ブラシを大きくしたような形をしており、義歯のバネ（クラスプ）がかかる歯や、一番後ろの奥歯の後ろ側の清掃のために開発された特種なブラシであった。あくまで、入れ歯の患者が残っている自分の歯をきれいに磨くための歯ブラシで、一般向けではなかった。
ビバテックは一般用途向けの円筒型の360度歯ブラシであるデンタルシグマを2003年に発表している。